# ثيودور ويليام مودي
ثيودور ويليام مودي (بالإنجليزية: Theodore William Moody)‏ هو مؤرخ أيرلندي، ولد في 26 نوفمبر 1907، وتوفي في 11 فبراير 1984.